# Оклюдин
Оклюдин (англ. Occludin) – інтегральний білок, який кодується геном OCLN, розташованим у людини на довгому плечі 5-ї хромосоми. Довжина поліпептидного ланцюга білка становить 522 амінокислот, а молекулярна маса — 59 144.  білок з молекулярною масою 65 кДа, що розташований в щільних контактах та є їх компонентом. В людини оклюдин кодується геном OCLN та являє собою 522-амінокислотний поліпептид. 
| 10         |  | 20         |  | 30         |  | 40         |  | 50         |
| ---------- |  | ---------- |  | ---------- |  | ---------- |  | ---------- |
| MSSRPLESPP |  | PYRPDEFKPN |  | HYAPSNDIYG |  | GEMHVRPMLS |  | QPAYSFYPED |
| EILHFYKWTS |  | PPGVIRILSM |  | LIIVMCIAIF |  | ACVASTLAWD |  | RGYGTSLLGG |
| SVGYPYGGSG |  | FGSYGSGYGY |  | GYGYGYGYGG |  | YTDPRAAKGF |  | MLAMAAFCFI |
| AALVIFVTSV |  | IRSEMSRTRR |  | YYLSVIIVSA |  | ILGIMVFIAT |  | IVYIMGVNPT |
| AQSSGSLYGS |  | QIYALCNQFY |  | TPAATGLYVD |  | QYLYHYCVVD |  | PQEAIAIVLG |
| FMIIVAFALI |  | IFFAVKTRRK |  | MDRYDKSNIL |  | WDKEHIYDEQ |  | PPNVEEWVKN |
| VSAGTQDVPS |  | PPSDYVERVD |  | SPMAYSSNGK |  | VNDKRFYPES |  | SYKSTPVPEV |
| VQELPLTSPV |  | DDFRQPRYSS |  | GGNFETPSKR |  | APAKGRAGRS |  | KRTEQDHYET |
| DYTTGGESCD |  | ELEEDWIREY |  | PPITSDQQRQ |  | LYKRNFDTGL |  | QEYKSLQSEL |
| DEINKELSRL |  | DKELDDYREE |  | SEEYMAAADE |  | YNRLKQVKGS |  | ADYKSKKNHC |
| KQLKSKLSHI |  | KKMVGDYDRQ |  | KT         |  |            |  |            |

A: Аланін

C: Цистеїн

D: Аспарагінова кислота

E: Глутамінова кислота

F: Фенілаланін

G: Гліцин

H: Гістидин

I: Ізолейцин

K: Лізин

L: Лейцин

M: Метіонін

N: Аспарагін

P: Пролін

Q: Глутамін

R: Аргінін

S: Серин

T: Треонін

V: Валін

W: Триптофан

Локалізований у клітинній мембрані щільних контактів.

## ГенOCLN
Ген OCLN розташований на довгому (q) плечі хромосоми 5 у позиції q13.1. Він починається з 69 492 292 пари основ та простягається до 69 558 104 пари основ, маючи довжину  65 813 пар основ. В результаті альтернативного сплайсингу експресуються дві ізоформи оклюдину.

## Структура
В структурі оклюдину виділяють 9 доменів, що розділені на дві групи. Перша група об'єднує 5 доменів, що розташовані внутрішньоклітинно та позаклітинно, а друга група об'єднує 4 трансмембранних домени. Ці 9 доменів є наступними:
- N-кінцевий домен (66 амінокислот);
- трансмембранний домен 1 (23 амінокислот);
- позаклітинна петля 1 (46 амінокислот);
- трансмембранний домен 2 (25 амінокислот);
- внутрішньоклітинна петля (10 амінокислот);
- трансмембранний домен 3 (25 амінокислот);
- позаклітинний  домен 2 (48 амінокислот);
- трансмембранний домен 4 (22 амінокислот);
- C-кінцевий домен (257 амінокислот).

C-кінцевий домен необхідний для правильного утворення щільних контактів. Він також взаємодіє з декількома цитоплазматичними білками в з'єднувальному диску і сигнальними молекулами, відповідальними за виживання клітин, а його N-кінцевий домен бере участь в ущільнені щільних контактів.  Позаклітинна петля оклюдину бере участь в регуляції парацелюлярної проникності, а позаклітинний  домен 2 бере участь в локалізації щодо щільного контакту.

## Функції
Оклюдин є важливим для функціювання щільних контактів. Він визначає щільність щільних контактів та  відіграє важливу роль в забезпеченні  бар'єрної функції.